# Ramciel
Ramciel eller Ramshiel er en by i delstaten Lakes i Sydsudan, der har været foreslået som landets fremtidige hovedstad, så Juba dermed ophører  med at være hovedstad, og Ramciel, der ligger tættere på det nye lands geografiske midtpunkt, bliver landets politiske centrum.  I 2025 er forslaget ikke gennemført.
Ramciel ligger cirka 200 kilometer nord for Juba på den vestlige bred af den Hvide Nil.

## Etymologi
"Ramciel" er et Dinka-navn og betyder: "centralt mødested".